# Escaptèsile
Escaptèsile (en grec antic: Σκαπτὴ ὕλη, Scapté hyle, literalment 'bosc brut') era un lloc situat als confins de Macedònia i Tràcia, al districte productor d'or del Pangèon, on va ser exiliat Tucídides i on va escriure la Història de la Guerra del Peloponnès, una obra on explicava el conflicte armat on havia servit com a general.